# Desdobramento da Operação Acarajé
O Desdobramento da Operação Acarajé, foi uma operação policial brasileira deflagrada em 11 de março de 2016 pela Polícia Federal em Salvador. É um desdobramento da 23ª fase da Operação Lava Jato, batizada de Acarajé. O alvo da operação foi a construtora Odebrecht.
Foi cumprido um mandado de prisão contra uma assistente administrativa, funcionária da Odebrecht.